# Dandara (guerrera)
Dandara (?-Capitanía de Pernambuco, 6 de febrero de 1694), o Dandara de los Palmares, fue una guerrera y lideresa afrobrasileña del período colonial de Brasil que formó parte del Quilombo dos Palmares, un asentamiento de personas afrobrasileñas que huyeron de la esclavitud, en el actual estado de Alagoas.

## Personalidad y habilidades
Descrita como un heroína, Dandara dominó las técnicas de la capoeira y luchó muchas batallas junto a hombres y mujeres para defender Palmares, el lugar donde los esclavos fugitivos iban a vivir a salvo. Palmares se estableció en el siglo XVII en la Serra da Barriga, en el estado de Alagoas, por el difícil acceso a la zona debido a su densa vegetación.
Se desconoce si nació en Brasil o en África. Cuando era niña, se unió a un grupo de afrobrasileños para luchar contra la esclavitud en Brasil. Ayudó a crear estrategias para proteger Palmares. Dandara era conocida como luchadora, pero también tenía intereses en la caza y la agricultura. Sembró maíz, mandioca, frijoles, batatas, caña de azúcar y plátanos.
La gente de Palmares, conocida como palmarinos, producía herramientas para la agricultura y armas para la guerra. También trabajaron con madera, cerámica y metales. Inicialmente, todas las actividades y el trabajo de los palmarinos consistían en crear una comunidad autosuficiente, pero algunos comerciaban con pueblos y molinos de la región.
Los ataques a Palmares se hicieron frecuentes a partir de 1630, con la invasión holandesa a Brasil. Según las historias sobre Dandara, ella tuvo un papel importante en hacer que su esposo cortara los lazos con su tío Ganga Zumba, el primer gran jefe del Quilombo dos Palmares. En 1678, Ganga Zumba firmó un tratado de paz con el gobierno del estado de Pernambuco. El tratado estableció que las personas de Palmares que habían sido detenidas serían puestas en libertad. Además, todos los nacidos en Palmares debían ser personas libres, no esclavas, y se les concedía permiso para comerciar. Sin embargo, a cambio, la gente de Palmares tuvo que dejar de dar refugio a los nuevos esclavos fugitivos y entregar a las autoridades portuguesas a los fugitivos que buscaran refugio. Se dice que Dandara y Zumbi dos Palmares se opusieron al acuerdo porque no puso fin a la esclavitud y, de hecho, hizo a Palmares cómplice de su perpetuación. Ganga Zumba fue asesinado por uno de los palmarinos que se opuso a su propuesta.
Después de ser arrestada el 6 de febrero de 1694, se suicidó, negándose a volver a una vida de esclavitud. Su acción fue considerada un acto de heroísmo y el Quilombo dos Palmares convertido en un importante símbolo de la resistencia africana a la esclavitud. Hoy es una figura misteriosa, porque no se sabe mucho sobre su vida, su registro por ser mujer y ser negra, quedó olvidado debido al racismo. La mayoría de las historias sobre ella son variadas y desconectadas. Junto a su esposo Zumbi dos Palmares, el último rey del Quilombo dos Palmares, tuvo tres hijos: Motumbo, Harmodio, y Aristogiton.
Desde el 24 de abril de 2019 la Ley N.° 13 816 inscribió el nombre de Dandara dos Palmares en el «Libro de los Héroes y Heroínas de la Patria», depositado en el Panteón de la Patria y de la Libertad Tancredo Neves, en Brasilia.

## Tributos
- El videojuego independiente Dandara, desarrollado por Long Hat House y publicado por Raw Fury, está inspirado en la historia de Dandara.[10][11]